# Championnats de Saint-Vincent-et-les-Grenadines de cyclisme sur route
Les championnats de Saint-Vincent-et-les-Grenadines de cyclisme sur route sont les championnats nationaux de cyclisme sur route organisés par la Fédération de Saint-Vincent-et-les-Grenadines de cyclisme.

## Hommes

### Podiums de la course en ligne
| Année | Vainqueur     | Deuxième       | Troisième      |
| ----- | ------------- | -------------- | -------------- |
| 2011  | Deptor Culzac | Orano Andrews  | Shimano Bailey |
| 2013  | Oneil George  | Zefal Bailey   | Peter Durrant  |
| 2015  | Cammie Adams  | Enroy Lewis    | Zefal Bailey   |
| 2016  | Zefal Bailey  | Enroy Lewis    | Cammie Adams   |
| 2018  | Zefal Bailey  | Samuel Lyttle  | Lucky Antrobus |
| 2019  | Zefal Bailey  | Sherwin James  | Albert Quammie |
| 2020  | Zefal Bailey  | Albert Quammie | Sherwan James  |
| 2021  | Cammie Adams  | Zefal Bailey   | Albert Quammie |
| 2022  | Cammie Adams  | Zefal Bailey   | Lucky Antrobus |
| 2023  | Zefal Bailey  | Cammie Adams   | Rivas Young    |
| 2024  | Zefal Bailey  | Sherwin James  | Lucky Antrobus |
| 2025  | Zefal Bailey  | Lucky Antrobus |                |

### Podiums du contre-la-montre
| Année | Vainqueur    | Deuxième       | Troisième      |
| ----- | ------------ | -------------- | -------------- |
| 2016  | Zefal Bailey | Enroy Lewis    | Cammie Adams   |
| 2020  | Zefal Bailey | Albert Quammie | Dylano Wilson  |
| 2021  | Cammie Adams | Albert Quammie | Zefal Bailey   |
| 2022  | Cammie Adams | Lucky Antrobus | Zefal Bailey   |
| 2023  | Cammie Adams | Zefal Bailey   | Rivas Young    |
| 2024  | Zefal Bailey | Sherwin James  |                |
| 2025  | Zefal Bailey | Lucky Antrobus | Martin Bollers |

## Femmes

### Podiums de la course en ligne
| Année | Vainqueur        | Deuxième        | Troisième |
| ----- | ---------------- | --------------- | --------- |
| 2013  | Niesha Alexander | Crystal Durrant | ???       |

## Juniors Hommes

### Podiums de la course en ligne
| Année | Vainqueur          | Deuxième    | Troisième |
| ----- | ------------------ | ----------- | --------- |
| 2015  | Samuel Lyttle      |             |           |
| 2020  | Antonio Richardson | Rivas Young |           |
| 2024  | Gabriel Doyle      |             |           |
| 2025  | Gabriel Doyle      |             |           |

### Podiums du contre-la-montre
| Année | Vainqueur          | Deuxième       | Troisième |
| ----- | ------------------ | -------------- | --------- |
| 2020  | Antonio Richardson |                |           |
| 2024  | Gabriel Doyle      | Emmanuel Doyle |           |